# Інвестиційний клімат
Інвестиційний клімат — це сукупність політичних, економічних, правових, соціальних та інших чинників, що визначають привабливість країни або регіону для інвесторів. Він впливає на рішення інвесторів щодо розміщення капіталу, оцінюючи потенційні вигоди та ризики інвестиційної діяльності.

## Визначення
Інвестиційний клімат характеризує загальні умови для інвестування в певній країні або регіоні. Він включає політичну стабільність, економічну ситуацію, правову систему, рівень корупції, доступ до ресурсів, інфраструктуру та інші фактори, що впливають на інвестиційну привабливість. Інвестиційний клімат складається з двох основних компонентів: інвестиційного потенціалу та інвестиційного ризику.

## Основні чинники формування
Формування інвестиційного клімату залежить від багатьох факторів, які можна поділити на такі групи:
- Політичні: стабільність уряду, відсутність конфліктів, ефективність державного управління.
- Економічні: макроекономічна стабільність, рівень інфляції, доступ до фінансових ресурсів, податкова система.
- Правові: захист прав власності, ефективність судової системи, наявність антикорупційних заходів.
- Соціальні: рівень освіти, кваліфікація робочої сили, соціальна стабільність.
- Інфраструктурні: розвиненість транспортної та енергетичної інфраструктури, доступ до комунікацій.
- Географічні: розташування країни, доступ до ринків збуту, природні ресурси.

## Методи оцінки
Оцінка інвестиційного клімату проводиться за допомогою різних методів, зокрема:
- Індекси інвестиційної привабливості: наприклад, Індекс інвестиційної привабливості, розроблений Європейською Бізнес Асоціацією (ЄБА), який враховує оцінки бізнес-спільноти щодо умов для інвестування.
- Рейтинги кредитоспроможності: оцінки міжнародних рейтингових агентств, що відображають фінансову стабільність та ризики країни.
- Аналіз прямих іноземних інвестицій (ПІІ): обсяг та динаміка ПІІ свідчать про рівень довіри інвесторів до країни.

## Інвестиційний клімат в Україні
У 2024 році інвестиційний клімат в Україні демонстрував певне покращення. Згідно з дослідженням Європейської Бізнес Асоціації, Індекс інвестиційної привабливості зріс до 2,49 бала з 5 можливих, порівняно з 2,44 бала у 2023 році. Кількість компаній, які планують продовжувати інвестиції в Україні, зросла до 70%.
Проте, значна частина бізнес-спільноти все ще вважає інвестиційний клімат несприятливим. У 2024 році 79% керівників бізнесу висловили таку думку, хоча цей показник знизився з 84% у 2023 році.

## Шляхи покращення
Для покращення інвестиційного клімату в Україні необхідно:
- Забезпечити політичну стабільність: ефективне управління, боротьба з корупцією, прозорість у прийнятті рішень.
- Покращити правову систему: гарантії захисту прав власності, ефективне судочинство, дотримання контрактних зобов'язань.
- Розвивати інфраструктуру: модернізація транспортної, енергетичної та комунікаційної інфраструктури.
- Сприяти економічному зростанню: стимулювання підприємництва, підтримка інновацій, розвиток фінансового ринку.
- Покращити соціальні умови: інвестування в освіту, охорону здоров'я, підвищення рівня життя населення.